# Argelia en la Copa Mundial de Fútbol de 1986
Argelia fue una de las 24 selecciones participantes en la Copa Mundial de Fútbol de México 1986, la que es su segunda participación consecutiva en un mundial.

## Clasificación

### Segunda Ronda
| Equipo 1 | Agr. | Equipo 2 | Ida | Vuelta |
| -------- | ---- | -------- | --- | ------ |
| Angola   | 2–3  | Argelia  | 0–0 | 2–3    |

### Tercera Ronda
| Equipo 1 | Agr. | Equipo 2 | Ida | Vuelta |
| -------- | ---- | -------- | --- | ------ |
| Argelia  | 3–0  | Zambia   | 2–0 | 1–0    |

### Ronda Final
| Equipo 1 | Agr. | Equipo 2 | Ida | Vuelta |
| -------- | ---- | -------- | --- | ------ |
| Túnez    | 1–7  | Argelia  | 1–4 | 0–3    |

## Jugadores
Estos son los 22 jugadores convocados para el torneo:

## Resultados
Argelia fue eliminada en el grupo D.
| País              | J | G | E | P | GF | GC | GD | Pts |
| ----------------- | - | - | - | - | -- | -- | -- | --- |
| Brasil            | 3 | 3 | 0 | 0 | 5  | 0  | +5 | 6   |
| España            | 3 | 2 | 0 | 1 | 5  | 2  | +3 | 4   |
| Irlanda del Norte | 3 | 0 | 1 | 2 | 2  | 6  | -4 | 1   |
| Argelia           | 3 | 0 | 1 | 2 | 1  | 5  | -4 | 1   |

| 3 de junio de 1986 | Irlanda del Norte | 1 – 1   | Argelia    | Estadio Tres de Marzo, Guadalajara                         |                                                            |
|                    | Whiteside 6'      | Reporte | Zidane 59' | Asistencia: 22,000 espectadores Árbitro(s): Valeri Butenko | Asistencia: 22,000 espectadores Árbitro(s): Valeri Butenko |

| 6 de junio de 1986 | Brasil     | 1 – 0   | Argelia | Estadio Jalisco, Guadalajara                                     |                                                                  |
|                    | Careca 66' | Reporte |         | Asistencia: 48,000 espectadores Árbitro(s): Rómulo Méndez Molina | Asistencia: 48,000 espectadores Árbitro(s): Rómulo Méndez Molina |

| 12 de junio de 1986 | Argelia | 0 – 3   | España                     | Estadio Tecnológico, Monterrey                            |                                                           |
|                     |         | Reporte | Calderé 15' 68' · Eloy 70' | Asistencia: 23,980 espectadores Árbitro(s): Shizuo Takada | Asistencia: 23,980 espectadores Árbitro(s): Shizuo Takada |